# 國立競技場 (法人)
國立競技場（日语：／ Kokuritsu kyōgijō */?）是日本過往依據《國立競技場法》而設置的特殊法人機構，由文部省（現文部科學省）管轄，1958年成立，1986年與日本學校健康會合併為「日本體育、學校健康中心」（現日本體育振興中心）成立而解散。

## 概要
國立競技場曾管理下列由國家設立的體育場館：
- 國立霞丘競技場 - 主要位於東京都新宿區，部分區域位於東京都港區。分為下列設施：
  - 國立霞丘陸上競技場 - 1964年東京奧運的主場館。已拆除改建為新國立競技場。
  - 秩父宮橄欖球場（日语：秩父宮ラグビー場）
  - 體育館
  - 游泳池
  - 訓練中心
  - 網球場

- 國立代代木競技場 - 位於東京都澀谷區，分為兩座相鄰的場館：
  - 第一體育館
  - 第二體育館

- 國立西丘足球場（日语：国立西が丘サッカー場） - 位於東京都北區，目前由味之素擁有冠名權，並命名為「西丘味之素運動場」（味の素フィールド西が丘）。

## 歷史
為了1964年東京奧運的舉行，日本政府在東京市區擇地籌建「國立競技場」，分為主場館（國立霞丘競技場）與代代木會場（國立代代木競技場）；之後又從原駐日美軍的東京兵器補給廠用地中劃出部分提撥國立競技場使用，成為國立西丘足球場。這些場館最初由「特殊法人國立競技場」經營，經過多次的組織整併，目前由日本體育振興中心經營。
國立霞丘競技場完工後，與鄰近的明治神宮棒球場、東京體育館以及數個屬於明治神宮外苑一部分的運動場地，在明治神宮外苑周邊形成東京都心最大的體育設施聚落。
在無特別指定的場合下，往昔「國立競技場」經常是直指國立霞丘陸上競技場；新國立競技場完工啟用後，日本體育振興中心直接以「國立競技場」做為該場館的正式名稱。

## 外部連結
- 日本體育振興中心（页面存档备份，存于）